# Elaphoglossum yourkeorum
Elaphoglossum yourkeorum är en träjonväxtart som beskrevs av John T. Mickel. Elaphoglossum yourkeorum ingår i släktet Elaphoglossum och familjen Dryopteridaceae. Inga underarter finns listade.